# 6 رجب
- السبت
- الأحد
- الاثنين
- الثلاثاء
- الأربعاء
- الخميس
- الجمعة

- 2728 ديسمبر 2024
- 2829 ديسمبر 2024
- 2930 ديسمبر 2024
- 3031 ديسمبر 2024
- 11 يناير 2025
- 22 يناير 2025
- 33 يناير 2025
- 44 يناير 2025
- 55 يناير 2025
- 66 يناير 2025
- 77 يناير 2025
- 88 يناير 2025
- 99 يناير 2025
- 1010 يناير 2025
- 1111 يناير 2025
- 1212 يناير 2025
- 1313 يناير 2025
- 1414 يناير 2025
- 1515 يناير 2025
- 1616 يناير 2025
- 1717 يناير 2025
- 1818 يناير 2025
- 1919 يناير 2025
- 2020 يناير 2025
- 2121 يناير 2025
- 2222 يناير 2025
- 2323 يناير 2025
- 2424 يناير 2025
- 2525 يناير 2025
- 2626 يناير 2025
- 2727 يناير 2025
- 2828 يناير 2025
- 2929 يناير 2025
- 3030 يناير 2025
- 131 يناير 2025

6 رجب أو 6 رجب الفرد أو 6 رجب المُرجَّب أو يوم 6 \ 7 (اليوم السادس من الشهر السابع) هو اليوم الثالث والثمانون بعد المائة (183) من أيَّام السنة (أو الرابع والثمانون بعد المائة لو كان شهر جمادى الآخرة مُتممًا لليوم الثلاثين أو الخامس والثمانون بعد المائة لو أتم كلاً من صفر وربيع الآخر وجمادى الآخرة ثلاثين يوماً) وفق التقويم الهجري القمري (العربي). يبقى بعده 171 أو 172 يومًا لانتهاء السنة.

## أحداث
- 782هـ - تولية الأشرف أبو النصر قايتباي السلطنة في الدولة المملوكية في مصر والشام.
- 1331هـ - اغتيال رئيس الوزراء العثماني «محمود شوكت باشا» الذي صعد إلى الوزارة قبل 5 أشهر في إطار انقلاب نظمته جماعة الاتحاد والترقي، واتخذ الاتحاديون حادث الاغتيال وسيلة لتصفية المعارضة، حيث أعدم 29 شخصًا.
- 1337هـ - بدء ثورة مهاتما غاندي في الهند.
- 1367هـ -
  - العصابات الصهيونية ترتكب مجزرة قرية أبو شوشة في قضاء القدس بفلسطين، وراح ضحيتها 50 شخصًا ضربت رؤوس العديد منهم بالهراوات، وقد أطلق جنود «لواء جفعاتي» الصهيوني الذي نفذ المذبحة النار على كل شيء متحرك دون تمييز، بما فيه الحيوانات.
  - قوه من المقاتلين العرب تتمكن من الاستيلاء على مستوطنة عطروت شمال القدس في بداية حرب فلسطين بين العرب والصهاينة وذلك قبل يوم واحد من الإعلان عن قيام دولة إسرائيل.
- 1371هـ - المقيم الفرنسي في تونس «جان دي هو» يعين عبد الهادي البكوش رئيسا للوزراء.
- 1412هـ -
  - مجلس الأمن الأعلى بالجزائر يلغي الجولة الثانية من الانتخابات التشريعية بعد الفوز الساحق الذي حققته الجبهة الإسلامية للإنقاذ في الجولة الأولى.
  - تقديم الرئيس الجزائري الشاذلي بن جديد استقالته من رئاسة الجمهورية بعد إلغاء النتائج للجولة الأولى للانتخابات التشريعية التي فازت فيها الجبهة الإسلامية للإنقاذ بأغلبية المقاعد البرلمانية.
- 1429هـ - إيران تختبر صاروخها الحربي الجديد المسمى شهاب 3، وسط توتر دولي ومخاوف بشأن برنامجها النووي.
- 1441هـ - الأديب اللبناني أمين معلوف، يُمنح وسام الاستحقاق الوطني الفرنسي من رتبة ضابط كبير، تقديرًا لعطاءاته وإنجازاته في عالم الأدب.

## مواليد
- 324هـ - أبو الحسن القابسي، فقيه ومحدث قيرواني.
- 930هـ - سليم الثاني، السلطان الحادي عشر في سلسلة سلاطين الدولة العثمانية.
- 1137هـ - عبد الحميد الأول، السلطان العثماني السابع والعشرون.
- 1310هـ - عزيز عثمان، ممثل مصري.
- 1362هـ - عليه الجباس، ممثلة مصرية.
- 1393هـ - فرح، ممثلة أردنية.
- 1415هـ - رحيم ستيرلينغ، لاعب كرة قدم إنجليزي.

## وفيات
- 516هـ - أبو محمد الحريري، أديب عربي عباسي وصاحب مقامات الحريري.
- 522هـ - ابن دواس القنا، شاعر عراقي.
- 1174 هـ - محمد هاشم التتوي، عالم دين
- 1309هـ - الخديوي توفيق، سادس حكام مصر من الأسرة العلوية.
- 1431هـ - عبد العزيز الحماد، ممثل وفنان تشكيلي سعودي.
- 1432هـ - وليد غلمية، موسيقار لبناني.
- 1436هـ - رستم غزالة، رئيس الاستخبارات العسكرية السورية في لبنان.
- 1437هـ - سيِّد زيَّان، ممثل مصري.

## وصلات خارجية
- موقع قصة الإسلام: حدث في شهر رجب.